# 院内銀山

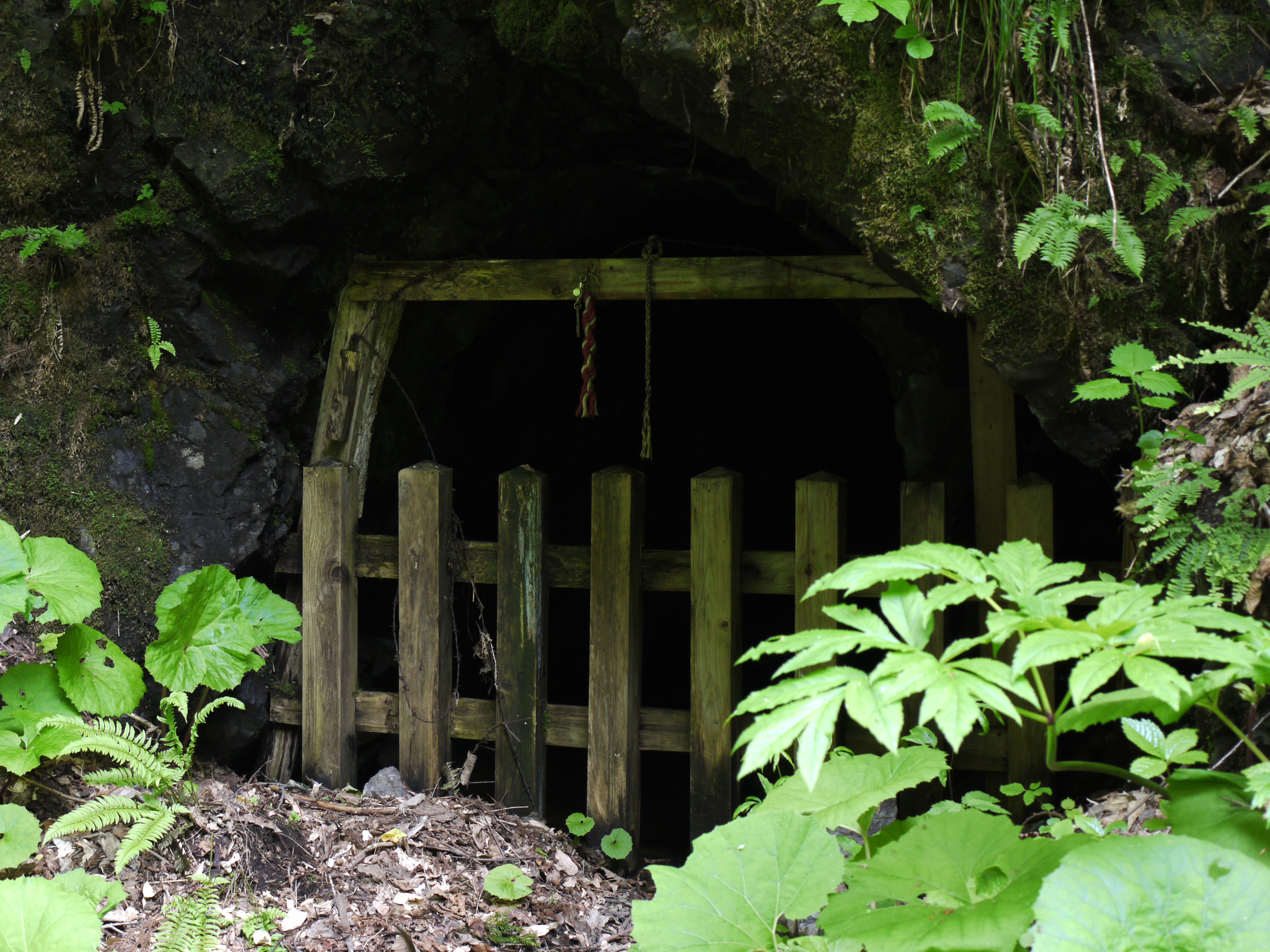
院内銀山 早房坑（2010年6月）

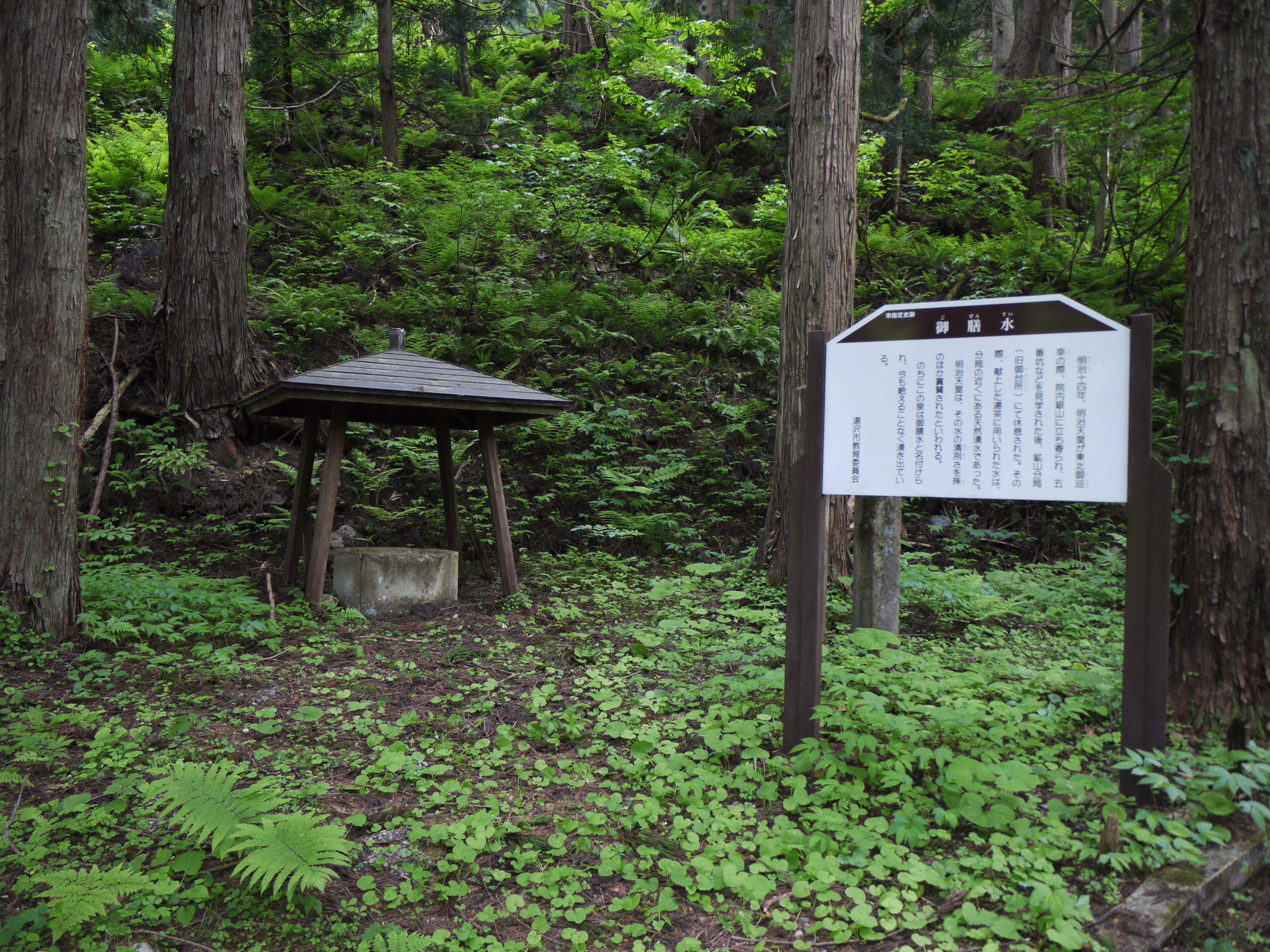
院内銀山 御膳水（2010年6月）

院内銀山（いんないぎんざん）は、秋田県雄勝郡院内町（現在の湯沢市）にあった鉱山である。「東洋一」の大銀山とうたわれ、年間産出量日本一を何度も記録している。

## 歴史

### 江戸時代
院内銀山は、1606年（慶長11年）に村山宗兵衛らにより発見され、開山した。1617年にローマで作成された地図にもその名が記されている。金及び銀を産出し、江戸時代を通じて日本最大の銀山であった。久保田藩（秋田藩）によって管理され、久保田藩の財政を支える重要な鉱山であった。
江戸時代の中期に、鉱脈の枯渇により一時衰退の兆しを見せたが、1800年以降新鉱脈の発見により持ち直し、鉱山の最盛期には、戸数4,000、人口15,000を擁し、城下町久保田（現在の秋田市）を凌駕する藩内で最も大きな街となり、「出羽の都」と呼ばれるほどの繁栄を誇った。天保年間には、久保田藩から院内銀山に、門屋養安という医師が派遣された。32年にわたって、医師のみならず銀山の経営にも携わり、宿屋の経営も行った。彼は院内銀山の全てを知りうる立場であり、彼が著した『門屋養安日記』には、銀山の経営から採掘技術、季節の風物詩、風習、衣食住から、銀山で発生した事故・疾患・天災に至るまで事細かに記されており、幕藩体制下の院内銀山を知る貴重な資料となっている。
他の主要鉱山が幕府直轄地であったのに対し、院内・阿仁の両鉱山を有し、ともに藩営とした久保田藩は、森林資源を「木山（きやま）」、鉱山資源を「金山（かなやま）」と呼び、両者によって財政的には潤ったともいわれている。また、伝統工芸の秋田銀線細工も豊富な院内銀山の産出した銀によっている。

### 明治時代以降
明治時代になると、鉱山の経営権が工部省に移る。雄勝峠の整備により大量に鉱物を輸送することが可能になり、1881年(明治14年)には明治天皇が行幸した。そのときに天皇が入った坑道が「御幸坑」であり、現存している。なお、明治天皇が行幸した9月21日は、鉱山記念日となっている。その後、鉱山王古河市兵衛が働いていた小野組が経営権を握り、小野組が解散した後の1884年（明治17年）に、工部省から古河市兵衛に払い下げられた。古河は、払い下げられた最新式掘削機器に加え、同時に買収した日本国内のほかの鉱山から西洋で学んだ技術者を連れて来て、近代的な鉱山経営を行った。これにより、ますます銀の産出量が増えた。古河は、院内のほか阿仁鉱山など東北地方を中心に多くの鉱山の経営を行い、その利益を元手に日本最大の鉱山であった足尾銅山を買収、古河財閥を作り上げた。明治時代には、院内は日本4位の銀山であった。
1900年に銀山に電気を供給するため秋ノ宮椛山に樺山発電所が建設される。建物は院内で算出された院内石を利用した洋風建築である。
しかし、明治末期に、国際情勢の変化により銀が暴落したため採算が悪化し、大正年間に規模を大規模に縮小、
1920年（大正9年）には一時閉鎖された。その後も細々と採掘を続けていたものの、1954年（昭和29年）に閉山となった。

## 現況
鉱山跡は秋田県指定史跡（記念物）となっているが、坑内へは危険防止のために立ち入ることはできない。JR院内駅に隣接して、院内銀山の様子を今に伝える資料館「院内銀山異人館」がある。ここには、銀山関係の文献、写真、絵図などのほか、岩井堂洞窟（国の史跡）出土の土器や石器、縄文時代の人びとが岩陰を生活の場としている様子を描いたジオラマを展示している。かつてのドイツ人技師の住宅（異人館）を模して造られた院内銀山異人館からわかるとおり、院内銀山には外国人とのやり取りや外国との物流があり、その過程で入り込んだと考えられる特定外来生物のオオハンゴンソウが辺り一面を覆っている。
樺山発電所は東北電力の所有となり、2025年現在も発電を続けている。